# Onthophagus shimba
Onthophagus shimba é uma espécie de inseto do género Onthophagus, família Scarabaeidae, ordem Coleoptera.
Foi descrita cientificamente por Cambefort em 1980.